# Gelderse Plooierijen
De Gelderse Plooierijen, ook wel kortweg de Plooierijen of plooierijen genoemd, waren conflicten tussen de zittende regenten en de overige burgerij begin 18e eeuw in met name het gewest Gelre van de Republiek der Zeven Verenigde Nederlanden. Deze machtsstrijd leidde in de periode 1702–1708 tot grote ongeregeldheden in Arnhem, Nijmegen, Zutphen en de kleinere Gelderse steden. De plooierijen verspreidden zich (met name in 1703) buiten Gelre: ook Overijssel, Utrecht en Zeeland werden getroffen door deze oproeren, maar niet zo hevig als in Gelre.

## Achtergrond
Oorzaak van de plooierijen was de dood van stadhouder Willem III van Oranje op 19 maart 1702, die door de Staten van Gelre en Zutphen werd aangegrepen om te verklaren dat het regeringsreglement van 1675 was vervallen, dat de zittende leden in alle colleges (bestuurslichamen) zouden aanblijven en dat ze in de toekomst hun opvolgers door coöptatie zouden benoemen. Het reglement van 1675, dat behoorde tot de grondslagen van het stadhouderlijk stelsel, had Willem III het monopolie gegeven op alle politieke benoemingen en daarmee bepaalde families machtsposities gegeven ten koste van anderen en geleid tot een oligarchie, die bekend werd als de Oude Plooi. Nadat de burgerij en de colleges van gemeenslieden aldus van de macht waren uitgesloten tussen 1675 en 1702, probeerden ze na Willems dood meer politieke invloed te krijgen als de Nieuwe Plooi.

## Verloop

### Revoluties in Gelderse steden
Reeds in april 1702, enkele weken naar Willems dood, werd het regeringsreglement van 1675 afgeschaft in Gelderland. Iedereen was het erover eens dat de stadhouder niet meer persoonlijk wie hij maar wilde voor een periode van 3 jaar mocht benoemen. Daarna ontstond echter onenigheid: de zittende regenten wilden terug naar het systeem van coöptatie en levenslange benoemingen van vóór 1672, terwijl veel stedelijke burgers (met een beroep op rechten uit het verleden) eisten dat zij ook voor een termijn van 3 jaar verkozen mochten worden tot de magistraat en tot vertegenwoordiger (meestal een college van gemeenslieden) en daarbij controle op de financiën en inspraak in politieke zaken kregen. Vervolgens zetten de gemeenslieden in de ene na de andere Gelderse stad uit naam van de burgerij de magistraat af en benoemden een nieuw stadsbestuur voor de termijn van 3 jaar. Opmerkelijkerwijs werden de meeste zittende bestuurders afgezet en vervolgens opnieuw benoemd, maar nu voor een periode van slechts 3 jaar in plaats van voor het leven. Deze kleinschalige revoluties gebeurden in bijna alle gevallen zonder geweld en slaagden louter door de druk van een voor het raadhuis verzamelde volksmenigte. Dit gebeurde als eerste in Nijmegen. Daar brachten oud-regenten de gilden in beweging. Na deze omwenteling volgden Tiel en Zaltbommel, de andere twee stemhebbende steden in het Kwartier van Nijmegen. Daarna gebeurde hetzelfde in de steden van de andere Gelderse kwartieren. Omdat alle steden in de provincie nu eensgezind waren, konden de Staten-Generaal in Den Haag weinig anders doen dan de nieuwe politieke situatie te accepteren.

### Plooierijen in Utrecht en Overijssel
In Utrechtse en Overijsselse steden vond er een vergelijkbare vernieuwingsbeweging plaats, vooral in Amersfoort, maar reeds in 1703 werd deze met hulp van troepen uit de provincies Holland en Friesland neergeslagen, zodat de Oude Plooi zich daar handhaafde. In Utrecht waren vooral onlusten in Rhenen en Amersfoort, in Overijssel in Deventer, Rijssen, Vollenhove en Steenwijk.

### Wageningse expeditie
In 1707 voerde de Oude Plooi in Wageningen met behulp van een deel van de schutterij een machtsgreep uit door het stadhuis te bezetten; vervolgens draaiden zij alle democratische hervormingen terug. Wageningse burgers die de Nieuwe Plooi aanhingen wendden zich daarna tot de Arnhemse magistraat, die beheerst werd door de Nieuwe Plooi en op grond van een bestaande 'associatie' van gemeenschappelijke verdediging de Wageningers meteen twee 'vrijwillige compagnieën' soldaten ter beschikking stelde om de tegencoup ongedaan te maken. Vervolgens grepen de Provinciale Staten van Gelderland met steun van de Staten-Generaal in door troepen ter ondersteuning van de Wageningse Oude Plooi te sturen. De 'Wageningse expeditie' eindigde in een ernstige nederlaag voor de Nieuwe Plooi. In Arnhem en Nijmegen werden radicale aanhangers van de Nieuwe Plooi vervangen door gematigden of door Oude Plooiers.
Op 22 december 1707 werden zes Oude Plooi-bestuurders van Arnhem inclusief burgemeesters Derck Reynier van Bassen en Bouwensch afgezet door aanhangers van de Nieuwe Plooi. Op 15 februari 1708 werd van Bassen levenslang uit de stad verbannen en Bouwensch ter dood veroordeeld.

### Afloop
Het door de Plooierijen ontstane proto-democratische systeem van ambtsbenoemingen voor 3 jaar door vertegenwoordigers van de burgerij hield uiteindelijk vijftien jaar stand; in 1717 schaften de Provinciale Staten het af en herstelden de benoeming van stadsbestuurders voor het leven. In 1722 werd bovendien het stadhouderschap in Gelderland hersteld.

## Rol van documenten
Een belangrijke rol werd gespeeld door de historische documenten waarop aanhangers van beide plooien zich beriepen om te beargumenteren hoe de macht was verdeeld, met name hoe bestuurders en vertegenwoordigers werden aangesteld dan wel verkozen en welke bevoegdheden zij wel en niet hadden. Het lijkt er niet alleen op dat er door beide kampen documenten werden vervalst om de eigen zaak te bepleiten, maar er zijn waarschijnlijk ook authentieke documenten vernietigd of gestolen die de tegenpartij in bepaalde gevallen gelijk zouden hebben gegeven. Hierdoor is een deel van de Gelderse lokale en provinciale geschiedenis niet goed te reconstrueren omdat er bewijsmateriaal tijdens de Gelderse Plooierijen verloren is gegaan.

## Historisch onderzoek
Volgens Annie Hetty Wertheim-Gijse Weenink (1984) was er tot de jaren 1970 nauwelijks goed historisch onderzoek gedaan naar de Gelderse Plooierijen. Met uitzondering van S.P. Haak (1908), die zij tevens onvolledig achtte (met name met betrekking het Zutphens kwartier), waren eerdere studies lokaal en poogden nauwelijks een algemeen beeld van de Plooierijen in heel Gelre te schetsen. Zij meende ook dat onder meer de historici Robert Fruin en Pieter Geijl al te snel aannamen dat de Nieuwe Plooi niets anders was dan een 'Loevesteinse regentenkliek' die na in 1672 door orangisten te zijn afgezet weer de macht terug wilde grijpen, terwijl het in wezen veel ingewikkelder lag en voor een groot deel voortkwam uit democratische idealen in plaats van persoonlijk machtsstreven. Gijse Weenink citeerde R.W. Tadama (1856), die schreef: 'Nergens kwam het democratisch karakter der beweging zuiverder voor den dag dan te Zutphen. Daar waren geene regenten, die door den Stadhouder waren afgezet... zoo ging de beweging alleen van de gemeenslieden en gilden uit', die het er om te doen was 'de keus van de raad aan zich te trekken'. Een ander opmerkelijk feit is dat 'in februari 1704 [de] hele magistraat door het Zutphense college van gemeenslieden [werd] afgezet, en op een lid na weer herbenoemd'; zij deden dat om een punt te maken over op welke manier en voor welke termijn benoemingen zouden moeten geschieden, niet om zittende regenten te vervangen door zichzelf. Vergelijkbare patronen die wijzen op het burgerlijk-democratisch in plaats van persoonlijk karakter van de beweging waren te zien in bijna alle Gelderse steden, met uitzondering van Doesburg, waar alle zittende bestuurders werden afgezet en vervangen door nieuwe leden. Gijse Weenink kon zich wel deels vinden in de conclusies van Murk van der Bijl (1981), die stelde dat de leiders van de Nieuwe Plooi in Zeeland weliswaar brede steun genoten onder het volk, maar zich in de praktijk eerder 'republikeins-aristocratisch' dan democratisch opstelden en er in Zeeland meer sprake was van een Loevesteins-orangistische factiestrijd dan een democratische vernieuwingsbeweging zoals in Gelderland.

## In populaire cultuur

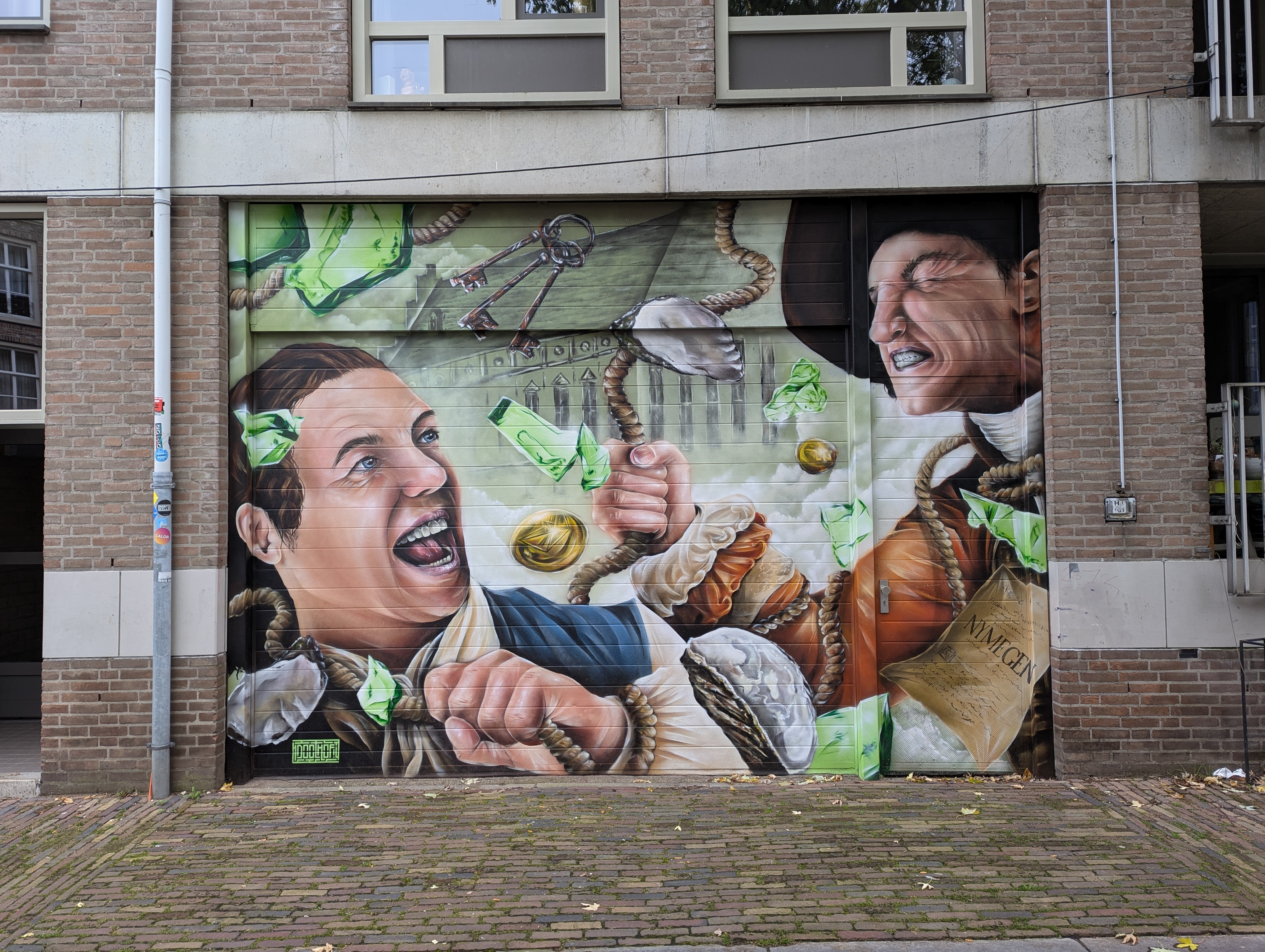
In de Plooi muurschildering in Nijmegen, 2024

De auteur Lucas Hüsgen schreef over deze machtsstrijd de roman Plooierijen van geschik (2007, Querido). Eind 2024 is er als onderdeel van de Waalpainting muurschilderingen in Nijmegen aan de Ganzenheuvel een muurschildering over de Plooierijen aangebracht.